# Волькинг, Сами
Сами Волькинг (фин. Sami Wolking, род. 15 августа 1973 года, Хельсинки) — финский рок-музыкант, бас-гитарист группы «Naked Idol», бывший бас-гитарист группы «Lordi». Выступает под псевдонимом Magnum.

## Биография
Карьеру музыканта начал в 1997 году в группе Noroses. С 1999 по 2002 годы выступал в составе группы Lordi в образе киборга с Альфа Центавра, который погиб близ Мю Жертвенника (оттуда родом G-Stealer, образ ещё одного участника группы). Участвовал в записи альбома Get Heavy, хотя его имя в списке участвовавших музыкантов там не указано (указан Kalma). Группу покинул в 2002 году в связи с нежеланием бросать свою постоянную и оплачиваемую работу. Вместе с тем он успел сняться в клипе на песню Would You Love a Monsterman?, также песни с его бэк-вокалом вошли в сборник Bend Over And Pray The Lord, а сам альбом Get Heavy был посвящён Магнуму. С весны 2006 года с австралийцем Джоном Эмсли играет в группе Naked Idol под тем же псевдонимом, но уже без образа киборга. В 2010 году вышел первый сингл My Weakeness.

## Дискография

### Lordi
- Get Heavy (2002)
- Would You Love a Monsterman? (2002)

### Naked Idol
- My Weakness (2010)
- Back From Oblivion (2011)
- Boys Of Summer (2013)
- Shattered (2013)
- Filthy Fairies (EP, 2013)